# 吴曦 (南宋)
吳曦（1162年—1207年）。德顺军陇干（今甘肃静宁）人，南宋將領，抗金將領信王吴璘之孙，太尉吴挺之子。開禧北伐時在蜀地叛宋割據，接受金國冊封，不久被殺。

## 生平
在其十岁的时候，其父吴挺问其志向，吴曦竟然在言语之中就流露出反叛的意向，被吴挺一怒之下踢進火爐，面部燒傷後變成疤痕，因而外号“吴巴子”。后因祖恩萌，補右承奉郎。淳熙五年（1178年），随父挺至行在臨安府任職，換武德郎，除中郎將，台諫言其升遷過快，改武翼郎，累官至高州刺史。淳熙十二年（1185年），以副使随章森出使金國賀金主生辰。
绍熙四年（1193年），吴挺卒，吴曦時任武功大夫、知和州事，八月，落階官，授濠州團練使、带御器械。庆元元年（1195）二月，除建康府驻扎御前诸军都统制，任内转蕲州防御使，后任殿前司副都指挥使，四年（1198年），宪圣慈烈皇后園陵成，功遷武寧軍承宣使，加殿前司都指揮使，六年（1200年）春，建节拜昭信军节度使，冬，光宗山陵成，加太尉。
南宋君臣对吴氏久握兵權素有戒心：“吴氏世职西陲，威行四蜀，列圣皆留其子孙于中朝，所以为虑者甚远。”而吴璘之子吴挺、孙吴曦也都是日夜思念返回四川重掌兵权，吴挺是在宋孝宗准备攻金的思想指导下，才被放回川任興州驻扎御前诸军都统制。当吴曦“久蓄归蜀之志，朝廷不许”之时，适“会韩侂胄谋开边”，收复失地以建立不世功勋，吴曦“因附侂胄求还蜀”。嘉泰元年（1201）七月，也是在南宋准备攻金的背景下，吴曦被任命为興州駐紮御前諸軍都統制兼知興州事、利州西路安撫使。二年（1202年）三月，為四川宣撫副使，四月兼陝西、河東路招撫使。韩侂胄开禧北伐期间，吴曦也出兵攻金，但屡次被术虎高琪等所败而无功。
金章宗面对南宋的全面进攻，决定争取吴曦降金，蜀汉路安抚使、都大提举兵马事完颜纲在行军途中，接到金章宗招降吴曦的诏书：
|  | 宋自佶、桓失守，构窜江表，僭称位号，偷生吴会。时则乃祖武安公玠，捍御两川，洎武顺王璘，嗣有大勋，固宜世祚大帅，遂荒西土，长为籓镇，誓以河山，后裔纵有栾黡之汰，犹当十世宥之。然威略震主者身危，攻盖天下者不赏，自古如此，非止于今。卿家专制蜀汉，积有岁年，猜嫌既萌，进退维谷，代之而不受，召之而不赴，君臣之义，已同路人，譬之破桐之叶，不可以复合，骑虎之势，不可以中下矣。此事流传，稔于朕听，每一思之，未尝不当馈叹息，而卿犹偃然自安。且卿自视翼赞之功，孰与岳飞？飞之威名战功，暴于南北，一旦见忌，遂被惨夷之祸，可不畏哉？故知者顺时而动，明者因机而发，与其负高世之勋，见疑于人，惴惴然常惧不得保其首领，曷若顺时因机，转祸为福，建万世不朽之功哉？今赵扩昏孱，受制强臣，比年以来，顿违誓约，增屯军马，招纳叛亡。朕以生灵之故，未欲遽行讨伐，姑遣有司移文，复因来使宣谕；而乃不顾道理，愈肆凭陵，虔刘我边陲，攻剽我城邑。是以忠臣扼腕，义士痛心，家与为仇，人百其勇。失道至此，虽欲不亡，得乎？朕已分命虎臣，临江问罪，长驱并骛，飞渡有期，此正豪杰分功之秋也。卿以英伟之姿，处危疑之地，必能深识天命，洞见事机。若按兵闭境，不为异同，使我师并力巢穴，而无西顾之虞，则全蜀之地，卿所素有，当加封册，一依皇统册构故事。更能顺流东下，助为掎角，则旌麾所指，尽以相付。天日在上，朕不食言。今送金宝一钮，至可领也。 |

于是吴曦叛宋降金并且把阶（今甘肃武都）、成（今甘肃成县）、和（今甘肃西和）、凤（今陕西凤县）四州地献于金国，向金求封蜀王，并遣部将利吉引金兵入凤州。开禧三年（1207年），在兴州僭称王位，年号转运。金封吴曦为蜀国王。金章宗对诱降吴曦成功十分得意，自称“吴曦之降朕所经略”。
吴曦议行削发左祍，统军十万沿嘉陵江而下，宣称约金兵夹击襄阳。合江仓官杨巨源与安丙、李好义等密谋，乘夜率死士七十人斧门而入吳曦行宫，杀死了吴曦，裂其尸，将其首级献至临安，安丙分遣将士收其二子及叔父吴柄、弟弟吴晫、堂弟吴晛、以及党羽姚淮源、李珪、郭仲、米修之、郭澄等皆被诛。宋宁宗下诏处死吴曦的妻子，吴曦的亲兄弟都除去名籍，取消原有的资格和官职，吴璘的子孙都被迁出蜀地，吴玠的子孙免于连坐，不受处罚，负责祭祀吴璘。吳曦称王仅41天，死的时候时年四十六岁。

## 影响
吴家三世建功西垂，屡受奖赏，爵高王侯，在川、陕一带民间有口皆碑，多有传颂。但是，由于吴曦犯叛国大罪，吴家80年所积累的荣耀功勋都毁于一旦而付之东流。陕陇川地区现仍留有吴氏的庙祠二十余处，战地遗址、遗迹三十余处，共六十余处，如庄浪吴王庙，天水名将庙，徽县忠烈祠，宝鸡吴公祠，凤县涪王祠，成县吴挺墓，阆中锦屏山书刻等。这些庙祠、遗址、遗迹至今大都保存完好，惟独吴玠、吴璘、吴挺长期驻守过的兴州（略阳），没有保留一处。1140年（绍兴十年）正月宋高宗诏建于仙人关的吴王忠烈庙，在吴璘死后68年，被安丙改为自己的“安公生祠”。略阳南坝的吴王坟（吴璘墓），及宋孝宗御书“安民保蜀定功同德之碑”墓碑，也已不知去向。